# Вальдрада
Вальдра́да (фр. Waldrade; умерла 9 апреля после 869) — конкубина короля Лотарингии Лотаря II. В связи с желанием заключить с ней брак, Лотарь вступил в серьёзный конфликт с папством, завершившийся только с его смертью.

## Биография

### Происхождение
Происхождение Вальдрады точно не установлено. Предполагается, что она могла быть членом семьи фризских Герульфингов. Согласно этому мнению, её родителями были граф Герульф Старший и неизвестная по имени дочь Валы Корвейского, братьями — граф Вестерго Герхард, архиепископ Кёльна Гюнтер, архиепископ Трира Титгауд и епископ Камбре Гильдуин, а племянником по матери — епископ Утрехта Радбод. Также братом или племянником Вальдрады считают и графа Герульфа Младшего.
Однако высказываются и предположения, связывающие Вальдраду с другими знатными франкскими семействами, владевшими поместьями в междуречье Мааса и Мозеля. Возможно, что это могли быть или эльзасские Этихониды, или баварские Бонифации.

### Ранние годы

Раздел Средине-Франкского королевства Лотаря I в 855 году

Ещё при жизни императора Лотаря I Вальдрада стала любовницей его сына, будущего короля Лотаря II. Точно неизвестно, имели ли их отношения форму законного брака, но позднее одним из аргументов, высказывавшимся в пользу развода Лотаря с Теутбергой, был тот, что нерасторгнутый официально брак Лотаря с Вальдрадой предшествовал его браку с Теутбергой.
После получения власти над Лотарингским королевством Лотарь II в 855 году по политическим мотивам взял в жёны Теутбергу, представительницу влиятельного на юге его королевства рода Бозонидов. Однако уже к 857 году он стал тяготиться этим браком, оказавшимся бездетным. Лотарь стал отдаляться от Теутберги и вновь сошёлся с Вальдратой, которая вскоре родила от короля сына, названного именем Гуго. Позднее от связи с Лотарем Вальдрада родила ещё трёх дочерей: Гизелу, Берту и Эрменгарду. Стремясь освободиться от Теутберги и легализовать права своего сына, Лотарь сослал королеву в монастырь, но один из её братьев, Хукберт, поднял в 858 году мятеж против короля и с помощью своих многочисленных сторонников среди лотарингской знати заставил Лотаря II возвратить королеву ко двору.

### Попытки Лотаря II развестись с Теутбергой
В 860 году Лотарь II предпринял решительные меры, чтобы получить развод с Теутбергой. Его помощниками в этом деле стали родственники Вальдрады, архиепископы Гюнтар и Титгауд. В январе и феврале этого года в Ахене были проведены два церковных собора, которые признали королеву виновной в инцесте с собственным братом Хукбертом. Несмотря на поддержку, которую оказала королеве часть лотарингской знати, союзная Бозонидам, и победу на «Божьем суде», которую одержал представитель Теутберги, что по законам того времени доказывало её невиновность, она по решению участников соборов была сослана в монастырь.
В 861 году Теутберге удалось бежать из монастыря и найти убежище при дворе короля Западно-Франкского государства Карла II Лысого. В защиту прав Теутберги выступил также архиепископ Реймса Гинкмар, составивший трактат (лат. De divorcio Lotharii et Teutberge) с теологическим обоснованием незаконности действий короля Лотаря. Вскоре в конфликт оказались вовлечены и другие франкские монархи, император Людовик II Итальянский и король Восточно-Франкского государства Людовик II Немецкий. В феврале 862 года в Ахене состоялся новый церковный собор, который расторг брак короля Лотарингии с Теутбергой, а 25 декабря этого года состоялось бракосочетание Лотаря II и Вальдрады, которая с этого времени в официальных документах стала называться королевой. Королевским титулом в это время был наделён и сын Лотаря Гуго.

### Вмешательство папы Николая I

Королевство Лотаря II в 863 году

Однако в это время в защиту Теутберги выступил папа римский Николай I, желавший оказанием давления на короля Лотаря II доказать усиление роли Святого Престола не только в церковных, но и в светских делах Европы. Папа признал незаконным все решения, принятые Ахенскими соборами 860—862 годов, и потребовал проведения нового синода, на котором председательствовали бы его легаты. Этот собор состоялся в середине июня 863 года в Меце, но королю Лотарингии удалось подкупить представителей папы и этот синод также признал законным брак Лотаря II и Вальдрады. Из всех участников собора только архиепископ Арля Ротланд высказался в поддержку Теутберги.
В ответ Николай I в ноябре этого же года провёл в Риме новый собор, на котором из королевства Лотаря присутствовали только архиепископы Кёльна и Трира. Этот синод признал незаконным постановления трёх Ахенских и Мецского соборов и отлучил от церкви всех прелатов, их участников. Попытка Лотаря II в феврале 864 года с помощью своего брата, императора Людовика II, оказать давление на Николая I, завершилась неудачей.
В это же время на сторону противников Вальдраты стали переходить и те епископы, которые ранее содействовали заключению её брака с Лотарем. В 865 году новый легат папы, канцлер Арсений, совершил поездку в Восточное и Западное Франкские королевства и Лотарингию. В августе он привёз с собой к Лотарю Теутбергу и под угрозой отлучения короля от церкви заставил его вновь признать её законной королевой. Договор об этом, составленный 3 августа, кроме самого Лотаря, подписали и несколько наиболее приближённых к нему светских и духовных лиц, в том числе, все архиепископы Лотарингского королевства. В обратный путь в Рим Арсений взял с собой Вальдраду, которая должна была лично испросить у Николая I прощение. Но, достигнув Аугсбурга, Вальдрада получила письмо от Лотаря с призывом вернуться. Ей удалось обмануть бдительность Арсения и сбежать. За это Вальдрада, вернувшаяся ко двору Лотаря II, была отлучена папой Николаем от церкви.
В следующие два года Лотарь II продолжал сожительствовать с Вальдрадой и настолько довёл своими притеснениями Теутбергу, что вынудил её вновь бежать под защиту короля Карла II Лысого. Отсюда Теутберга писала в ноябре 866 года Николаю I, прося разрешить ей развод с Лотарем, чтобы она остаток жизни могла провести в одном из монастырей. Но папа римский ответил ей категорическим отказом, заявив, что нет никаких законных причин для расторжения её брака. Между тем в 867 году Лотарь наделил сына Гуго титулом «герцог Эльзаса», подчёркивая этим актом законность происхождения своего вероятного наследника.

### Смерть короля Лотаря II
Николай I умер 13 ноября 867 года. Его преемник Адриан II был менее враждебно настроен по отношению к Лотарю и даже снял с Вальдрады отлучение. Летом 869 года король Лотарингии приехал в Италию и встретился с Адрианом II в Монтекассино, где поклялся папе в своём полном разрыве с Вальдрадой. Затем он сопровождал папу в Рим и хотя здесь ему был оказан не самый любезный приём, он был приглашён папой на совместную трапезу и обменялся с ним дарами. Неизвестно, насколько Лотарь был доволен результатами своих переговоров с папой римским: на обратном пути король неожиданно заболел и 8 августа умер в Пьяченце.
Почти сразу после смерти Лотаря II его королевство было захвачено королём Карлом II Лысым, тотчас же отнявшим у герцога Гуго его эльзасские владения. Лишившись покровителя и мужа, Вальдрада и Теутберга удалились в монастыри. Вальдрада избрала Ремирмонское аббатство, где и скончалась. День её смерти — 9 апреля — содержится в поминальной книге этой обители, но год, когда это произошло, неизвестен.